# Stanisław Śnieżewski
Stanisław Antoni Śnieżewski (ur. 5 lipca 1961 w Lublinie) – filolog klasyczny, profesor dr hab. w Instytucie Filologii Klasycznej Uniwersytetu Jagiellońskiego.

## Życiorys
Szkołę podstawową ukończył w Płoskiem k. Zamościa w roku 1976. Jest absolwentem (1980) II LO w Zamościu. Studiował filologię klasyczną na Uniwersytecie Jagiellońskim w latach 1980–1985. Pracę magisterską napisał w 1985 pod kierunkiem prof. dra hab. Józefa Korpantego na temat Rzeczywistość historyczna epoki augustowskiej w twórczości Owidiusza. Doktoryzował się na podstawie rozprawy Problem boskości Oktawiana-Augusta w poezji augustowskiej w 1992 r. Habilitował się w 2000 na podstawie dorobku naukowego i rozprawy Koncepcja historii rzymskiej w Ab Urbe Condita Liwiusza. Od 2007 pracuje na stanowisku profesora nadzwyczajnego w Instytucie Filologii Klasycznej Uniwersytetu Jagiellońskiego. Postanowieniem z dnia 13 marca 2009 Prezydent Rzeczypospolitej Polskiej Lech Kaczyński nadał mu tytuł naukowy profesora nauk humanistycznych.
Jest autorem wielu artykułów naukowych, które dotyczą głównie historiografii rzymskiej, epiki rzymskiej, literatury rzymskiej epoki flawijskiej. W 2003 opublikował rozprawę o Salustiuszu Salustiusz i historia Rzymu. Studia porównawcze na tle historiografii greckiej i rzymskiej. W 2006 ukazała się jego książka Wojna, pokój i bogowie w starożytnym Rzymie. Jest również autorem wielu przekładów z języka łacińskiego na język polski, m.in. poematu Waleriusza Flakkusa Argonautyki ksiąg osiem (Kraków 2004), poematu Rutyliusza Namacjanusa O powrocie z Rzymu do Galii, utworu Etna nieznanego autora, Achilleidy i Sylw Stacjusza i innych. Współpracuje z wieloma ośrodkami zagranicznymi i polskimi, które prowadzą badania nad starożytnością grecką i rzymską, m.in. z uniwersytetami w Padwie, Salzburgu, Heidelbergu, Helsinkach, Bochum, Poznaniu, Toruniu, Wrocławiu, Gdańsku.
W latach 1996–2006 był kierownikiem zaocznych studiów licencjackich i magisterskich kulturoznawstwa, spec. cywilizacja śródziemnomorska prowadzonych przez Instytut Filologii Klasycznej UJ. W latach 2006–2012 był kierownikiem studiów doktoranckich przy Wydziale Filologicznym UJ. W latach 2001–2006 był prezesem krakowskiego oddziału Polskiego Towarzystwa Filologicznego. Jest redaktorem naukowym serii „Biblioteka Aretuzy” wydawanej przez „Księgarnię Akademicką” w Krakowie. We wrześniu 2005 r. był głównym organizatorem międzynarodowej konferencji naukowej nt. „Aggression and Violence in the Ancient World”. Jest członkiem Komisji Filologii Klasycznej Polskiej Akademii Umiejętności, a w latach 2001–2012 był członkiem Komitetu Głównego Olimpiady Języka Łacińskiego. W roku 2010 napisał wstęp, przełożył i opatrzył przypisami „Sylwy” Publiusza Papiniusza Stacjusza. Praca ta ukazała się w serii „Biblioteka Przekładów z Literatury Starożytnej” Nr 16 Polskiej Akademii Umiejętności. W roku 2010 w wydawnictwie „Księgarnia Akademicka”, w serii „Biblioteka Aretuzy” nr IV opublikował monografię Słowo i Obraz. Studia historycznoliterackie nad „Sylwami” Stacjusza. W roku 2012 w serii „Biblioteka Aretuzy” nr VIII napisał wstęp, przełożył i opatrzył przypisami Kształcenie mówcy. Księgi VIII 6-XII Marka Fabiusza Kwintyliana. W roku 2014 w serii „Biblioteka Aretuzy” nr X opublikował książkę Terminologia retoryczna w Institutio oratoria Kwintyliana. W roku 2018 w Towarzystwie Wydawniczym „Historia Iagellonica” ukazała się drukiem jego książka Analiza stylometryczna 'Punica' Syliusza Italika (ISBN 978-83-65080-91-2). W roku 2020 w Towarzystwie Wydawniczym "Historia Iagellonica" opublikował wspólnie z Piotrem Wolskim wstęp, przekład i przypisy "Epopei o wojnie punickiej" Syliusza Italika, księgi I - IX, tom I (ISBN 978-83-66304-75-8). W roku 2021 w Towarzystwie Wydawniczym „Historia Iagellonica” wydał drukiem Słownik anagramów, repetycji i palindromów w epice rzymskiej, Kraków 2021 (ISBN 978-83-66304-89-5). W roku 2022 w Towarzystwie Wydawniczym „Historia Iagellonica” opublikował wraz z Marcelem Nowakowskim i Wojciechem Kowalskim przekład i przypisy Epopei o wojnie punickiej Syliusza Italika, księgi X–XVII, tom II (ISBN 978-83-67497-00-8). W roku 2023 w Wydawnictwie Wolski opublikował książkę Studia stylometryczne nad "Metamorfozami" Owidiusza, tom I (struktura poetycka) (ISBN 978-83-965460-0-5). W roku 2023 w Wydawnictwie Wolski ukazał się także tom II tej książki (prozodia) (ISBN 978-83-965460-6-7). W roku 2024 w Wydawnictwie Wolski w Krakowie ukazała się monografia pt. "Lucjusza Anneusza Seneki `Listy moralne do Lucyliusza`. Pogranicza filozofii i filologii", tom I, 337 str. (ISBN 978-83-67932-11-0). W roku 2025 w Wydawnictwie Wolski w Krakowie ukazał się II tom monografii "Lucjusza Anneusza Seneki 'Listy moralne do Lucyliusza'. Pogranicza filozofii i filologii", 356 str. (ISBN 978-83-67932-27-1).   